# Исмаилзаде, Ибрагим Мамед оглы
Исмаилзаде Ибрагим Мамед оглы (азерб. İsmayılzadə İbrahim Məmməd oğlu; 25 октября 1898, Елизаветполь — 21 октября 1962, Баку) — член Социалистической фракции Парламента Азербайджанской Демократической Республики. Профессор медицины.

## Биография
В 1922 году окончил медицинский факультет МГУ. С 1923 по 1925 год получал совершенствование специализации дерматовенеролога в клиниках Берлина, Гейдельберга и Мюнхена.
С 1925 года - ассистент, научный секретарь, декан, проректор Азербайджанского медицинского университета.
Осуществлял исследования в области лечения кожных заболеваний. Впервые обнаружил онкогенные факторы в нефтепродуктах Абшерона. На основе этого в 1929 году защитил докторскую диссертацию.
С 1948 до 1962 года являлся председателем Общества дерматологов Азербайджанской ССР.
Являлся начальником кафедры кожно-венерологических заболеваний Института усовершенствования врачей Азербайджанской ССР.
Заслуженный деятель науки Азербайджанской ССР (1960).
Проводил совместные исследования по дерматологии с Лео фон Цумбушем.
Опубликовал монографию по лечению кожно-венерологических заболеваний.
Автор учебных пособий, медицинского терминологического словаря на азербайджанском языке.
3 апреля 1938 года арестован как член контрреволюционной националистической организации и немецкий шпион. После двухлетнего следствия, 9 февраля 1940 года приговорен к 5 годам ИТЛ + пп. Этапирован в Сибирь.